# Tarascón
 Tarascón (oficialmente y en francés Tarascon) es una comuna y población de Francia, en la región de Provenza-Alpes-Costa Azul, departamento de Bocas del Ródano, en el distrito de Arlés. Es la cabecera y mayor población del cantón de su nombre.
Su población en el censo de 2007 era de 13 177 habitantes. Forma parte de la aglomeración urbana de Beaucaire (Gard).

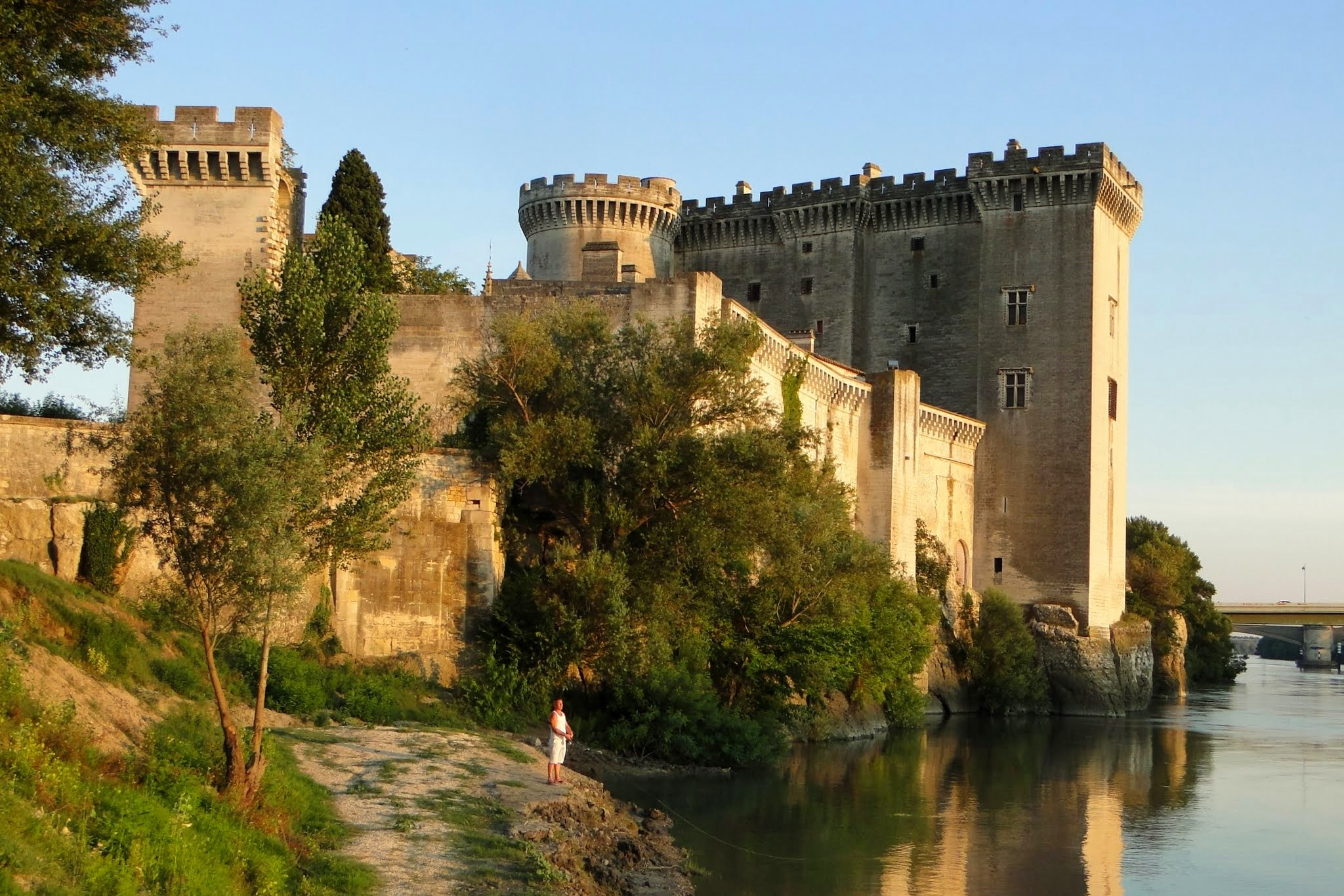
Castillo medieval junto al Ródano

Está integrada en la Communauté d'agglomération Arles-Crau-Camargues-Montagnette.

## Demografía
| 9069 | 11 320 | 10 554 | 10 830 | 11 362 | 10 774 | 11 968 | 12 539 | 13 229 | 13 489 | 12 454 | 11 249 | 10 409 | 9833 | 9314 | 9263 | 9023 | 8885 | 8972 | 8631 | 8299 | 8478 | 8496 | 7875 | 7781 | 7744 | 8637 | 10 584 | 10 365 | 10 735 | 10 826 | 12 640 | 13 340 |
| Para los censos de 1962 a 1999 la población legal corresponde a la población sin duplicidades (Fuente: INSEE [Consultar]) |        |        |        |        |        |        |        |        |        |        |        |        |      |      |      |      |      |      |      |      |      |      |      |      |      |      |        |        |        |        |        |        |

### Lugares y monumentos

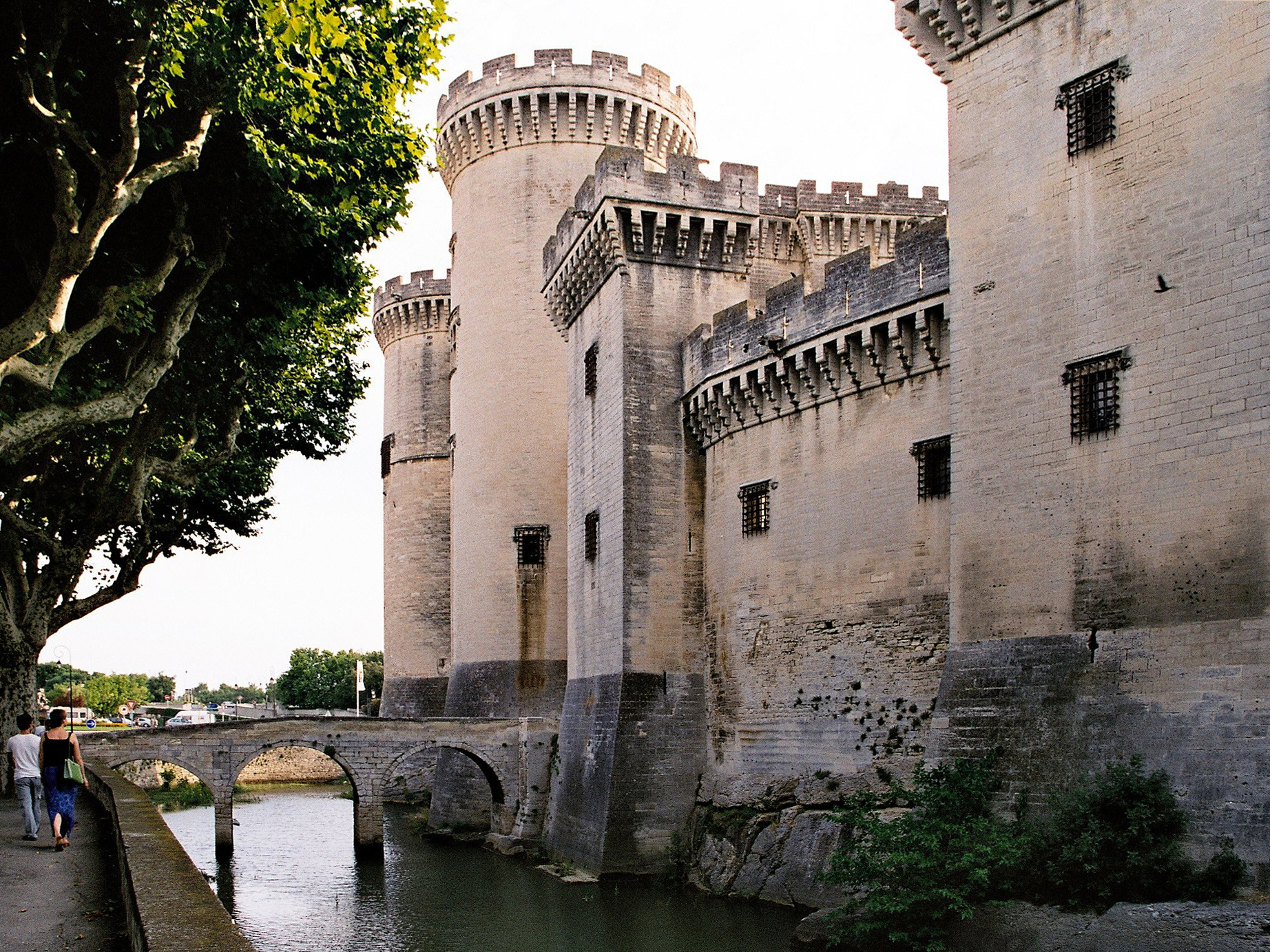
Château de Tarascon.

- El castillo del rey Renato. El actual castillo ha sucedido a una fortaleza, construida en el emplazamiento del castrum romano para vigilar la frontera de la Provenza. Después de su saqueo en 1399 por las bandas de Raimundo de Turena, la familia de Anjou decidió reconstruirlo por completo. Entre 1447 y 1449, Renato de Anjou, que lo había convertido en su residencia favorita, mandó elaborar una refinada decoración interior. Su silueta masiva posada al borde del Ródano, la insospechada elegancia de su arquitectura interior y su excepcional estado de conservación hacen de él uno de los más bellos castillos medievales de Francia. Se compone de dos partes independientes: al sur, el alojamiento señorial, flanqueado por torres redondas en el lado de la ciudad y torres cuadradas en el lado del río, con murallas que suben hasta los 48 m de altura; al norte, la baja corte defendida por construcciones rectangulares.
- La colegiata de Santa Marta fue consagrada en 1197, luego ampliada en los siglos XIV y XV. La cripta alberga las reliquias de Marta de Betania en un sarcófago del siglo IV.

- La iglesia de Saint-Jacques, construida entre 1740 y 1745, por el arquitecto de Tarascón Antoine Damour, siguiendo los planos del arquitecto de Aviñón Jean-Baptiste Franque.

- El ayuntamiento, construido en 1648 en estilo barroco. La estatua de Santa Marta derribando a la Tarasca fue hecha por el escultor tarascón Louis Le Mâle.

- La capilla de Saint-Gabriel es una capilla románica situada al sureste de Tarascón.

## Hermanamientos
- Fraga, España.[9]